# Ratusz w Bninie
Ratusz w Bninie – zabytkowy barokowy ratusz znajdujący się w Bninie, części Kórnika, dawniej samodzielnym mieście.
Mieści się na małym prostokątnym rynku. Został wzniesiony w połowie XVIII wieku na rzucie prostokąta. Dwukondygnacyjna budowla jest murowana i otynkowana. W centralnej części znajduje się sień przelotowa. Czterospadowy, mansardowy dach wieńczy wieża z zegarem. Jej zwieńczeniem jest barokowy hełm z blachy z prześwitem oraz iglica z herbem rodu Działyńskich – Ogończykiem. Otynkowanie jest urozmaicone opaskami wokół okien i drzwi.
W bnińskim ratuszu mieści się poczta, biblioteka i muzeum.